# Your Own Two Heads
Your Own Two Heads je debitantski studijski album slovenskega elektronskega dua BeatMyth v sodelovanju z N'tokom, izdan v samozaložbi 10. januarja 2010 v obliki digitalnega prenosa.

## Seznam pesmi
Vse pesmi sta napisala Igor Vuk in Mitja Pritržnik, vsa besedila je napisal Miha Blažič.
| Št. | Naslov                | Dolžina |
| --- | --------------------- | ------- |
| 1.  | „Intro‟               | 0:52    |
| 2.  | „Masterplan‟ (remiks) | 4:27    |
| 3.  | „Bondage‟             | 4:16    |
| 4.  | „Connect the Dots‟    | 4:33    |
| 5.  | „Shekuza‟ (remiks)    | 4:14    |
| 6.  | „Tolerance‟           | 4:09    |
| 7.  | „Your Own Two Heads‟  | 4:28    |
| 8.  | „Are U Real?‟         | 4:00    |
| 9.  | „Axiom‟ (bonus pesem) | 4:44    |

## Zasedba
- DJ PlankTon — programiranje
- Mike Preeters — programiranje
- N'toko — vokal, besedila, remiksi